# Ducado de Buccleuch
El ducado de Buccleuch fue creado en la nobleza de Escocia, en 1663, para James Scott, duque de Monmouth (hijo ilegítimo del rey Carlos II de Inglaterra) y su esposa, Anne Scott, 4.ª condesa de Buccleuch.
A la muerte del duque de Monmouth, en 1685, el título de conde no se extinguió por los derechos que tenía a él Anne Scott. En 1810, el 3.er duque de Buccleuch heredó el ducado de Queensberry (también en la nobleza de Escocia), adoptando el apellido Douglas del anterior duque de Queensberry, a pesar de que ya antes había adoptado el apellido Montagu de la familia de esposa. Con la herencia de este ducado los duques de Buccleuch se convirtieron en una de las cinco personas que poseen dos ducados en la nobleza británica.
Los títulos subsidiarios del ducado de Buccleuch son: Conde de Buccleuch, Conde de Dalkeith, Lord Scott de Buccleuch, Lord Scott de Whitchester y Eskdaill (todos ellos en la nobleza de Escocia). Además posee los títulos subsidiarios del Ducado de Queensberry, que son: Marqués de Dumfriesshire, Conde de Drumlanrig y Sanquhar, Vizconde de Nith, Tortholwald y Ross y Lord Douglas de Kilmount, Middlebie y Dornock (todos en la nobleza de Escocia).
El titular del ducado de Buccleuch es también jefe hereditario del Clan Scott. El hijo mayor del duque ostenta el título de cortesía de Conde de Dalkeith y el hijo mayor (heredero en línea) de este el de Lord Eskdaill.
El actual duque de Buccleuch, Richard Scott, 10.º duque, es el mayor terrateniente del Reino Unido y presidente del Grupo Buccleuch. Heredó 320 millones de libras y 96.000 hectáreas (240.000 acres) del 9.º duque.

## Lista de duques de Buccleuch
- Anne Scott, 4.ª condesa entonces 1.ª duquesa de Buccleuch.
- Francis Scott, 2.º duque de Buccleuch.
- Henry Scott, 3.er duque de Buccleuch y 5.º duque de Queensberry.
- Charles William Henry Montagu-Scott, 4.º duque de Buccleuch y 6.º duque de Queensberry.
- Walter Francis Montagu Douglas Scott, 5.º duque de Buccleuch y 7.º duque de Queensberry.
- William Henry Walter Montagu Douglas Scott, 6.º duque de Buccleuch y 8.º duque de Queensberry.
- John Charles Montagu Douglas Scott, 7.º duque de Buccleuch y 9.º duque de Queensberry.
- Walter John Montagu Douglas Scott, 8.º duque de Buccleuch y 10.º duque de Queensberry.
- Walter Francis John Montagu Douglas Scott, 9.º duque de Buccleuch, 11.er duque de Queensberry.
- Richard Walter John Montagu Douglas Scott, 10.º duque de Buccleuch, 12.º Duque de Queensberry.